# Calycobolus velutinus
Calycobolus velutinus är en vindeväxtart som beskrevs av Homer Doliver House. Calycobolus velutinus ingår i släktet Calycobolus och familjen vindeväxter. Inga underarter finns listade i Catalogue of Life.